# Soundscape
Der englische Begriff Soundscape (deutsch sinngemäß Klanglandschaft oder Lautsphäre) bezeichnet die akustische Prägung und Ausgestaltung bestimmter Orte, z. B. die individuellen akustischen Räume oder Klanglandschaften von Biotopen oder Städten.
Der Begriff wurde vom Komponisten und Klangforscher R. Murray Schafer geprägt; er wird im Zusammenhang mit Musik, der Radio- und Klangkunst sowie der neueren Forschungsdisziplin der Soundscape Ecology verwendet, welche auf die Ökologie der Klanglandschaften von Bernie Krause Bezug nimmt.
Insbesondere beim Field Recording und in der Musique concrète werden Klänge aus Natur, Technik und Umwelt mit einem Mikrofon aufgenommen und sowohl unbearbeitet bzw. gering bearbeitet als auch elektronisch verfremdet eingesetzt. Musiker, die in ihren Kompositionen Soundscapes nutzen, sind unter anderem Robert Fripp, Brian Eno, Barry Truax, Hildegard Westerkamp, Luc Ferrari, Francisco López, Klaus Hinrich Stahmer, Leon Milo und Steve Reich.

## Definition
Die Soundscape ist Kernbegriff einer jungen interdisziplinären Wissenschaft, der Sound Studies, die sich mit Klangforschung, akustischer Kommunikation und Klanggestaltung befasst. Schwerpunkt der Soundscape-Forschung ist die Beziehung zwischen dem Menschen und den sich in stetigem Wandel befindenden Umweltklängen.
Unter einer Soundscape versteht man das Zusammenspiel aller akustischen Erscheinungen, die sich in einem Raum und durch diesen produzieren. Die Soundscape eines Ortes setzt sich zusammen aus Naturgeräuschen, Sprache, Arbeits- und Maschinenlärm sowie Musik. Soundscapes reichen von Klangkunst, Musik oder Sounddesign in Einkaufszentren, Flughäfen oder Büros bis hin zu Klanglandschaften von Städten, Dörfern oder Landschaften. Es können kleinste Nuancen sein, die einem Klangbild eine spezifische Charakteristik verleihen und es somit einzigartig machen.

## Begriffsgeschichte
Der Begriff „Soundscape“ taucht zum ersten Mal 1969 in der Dissertation des US-amerikanischen Architekten Michael Southworth auf. Geprägt wurde er aber von dem kanadischen Komponisten und Klangforscher R. Murray Schafer und seinen Mitarbeiterinnen Hildegard Westerkamp und Barry Truax. Murray Schafer rief 1971 das World Soundscape Project an der Simon Fraser University in Burnaby bei Vancouver ins Leben. Das WSP wird unterstützt von der UNESCO und der Donnar-Canadian-Foundation. Hauptziel war es, die Klangerscheinungen aufzuzeichnen und zu katalogisieren, um so die Veränderungen über die Jahre zu analysieren. Anhand dieser Analysen erforscht das WSP die soziologischen und ästhetischen Aspekte der akustischen Umwelt.
Mit Schafers Hauptwerk The Tuning of the World (1977) wurde der Begriff international bekannt. Deutsche Übersetzungsversuche wie „Lautsphäre“ und „Klanglandschaft“ konnten sich nicht durchsetzen.

## Theorie der Soundscape

### Lo-Fi und Hi-Fi
Durch die industrielle Revolution des 18. und 19. Jahrhunderts, speziell in der Elektromechanik, sind Maschinenlärm und Lautsprecherklänge sehr viel präsenter geworden. Als Folge werden Klanglandschaften, in denen der Mensch akustische Einzelereignisse (z. B. Vogelgezwitscher) ausmachen kann, mit Klängen überladen und so undifferenzierbar, dass nur noch sehr laute Klänge wahrzunehmen sind, die den Menschen überfordern.
Murray Schafer als Urvater der Soundscape-Bewegung bezeichnet die akustisch überladenen Klanglandschaften (beispielsweise die eines Hauptbahnhofs) als Lo-Fi – und die akustisch differenzierbaren Klanglandschaften (beispielsweise die einer Alm) als Hi-Fi.
Innerhalb einer Hi-Fi-Landschaft überlappen Töne in geringerem Maße. Schafer benennt die akustische Anordnung als Perspektive mit einem Vorder- und einem Hintergrund. So könne der Hörer auf Grund der ruhigen Umgebung weiter in die Ferne hören als in einer Stadt. Die Stadt führe somit zu einer Verkümmerung des Weithörens (und Weitsehens). Dies sei die bedeutendste Veränderung in der Geschichte der Wahrnehmung. In einer Lo-Fi-Landschaft (Sphäre) werden die einzelnen akustischen Signale durch eine überdichtete Lauthäufung überschattet. So würde ein klarer Laut, wie das Knacken eines zerbrechenden Astes, durch ein Breitbandgeräusch überdeckt. Die Perspektive gehe verloren – in der Stadt gebe es nur Gegenwart, keine Entfernung.
Die Hi-Fi- beziehungsweise Lo-Fi-Eigenschaft eines Ortes wirke sich erheblich auf die subjektive Wahrnehmung und Beurteilung eines Ortes aus.

### Die Beschreibung von Lautsphären
Schafer klassifiziert Lautsphären in drei Hauptmerkmale: Grundtöne, Signallaute und Orientierungslaute.
Der Begriff Grundton stammt aus der Musiktheorie; dort bestimmt er die Tonart oder Tonalität einer Komposition. Der Grundton einer Lautsphäre dagegen setzt sich aus Geographie, Klima, Flora und Fauna zusammen.
Signallaute sind klar konturierte Laute. Meist sind es Warnzeichen: Glocken, Pfeifen, Hörner und Sirenen. Sie können zu umfangreichen Codes organisiert sein (wie beispielsweise Hupsignale in Indien), jedoch kann sie der Empfänger dechiffrieren und verstehen.
Orientierungslaute finden in einer Gesellschaft besondere Beachtung. Sie charakterisieren das akustische Leben einer Gemeinschaft.

### Vorindustrielle Lautsphäre / Postindustrielle Lautsphäre
Schafer unterscheidet zwischen der vorindustriellen Lautsphäre und der postindustriellen Lautsphäre. Während die vorindustrielle Lautsphäre hauptsächlich von Naturgeräuschen bestimmt werde, sei die postindustrielle Lautsphäre mit Maschinengeräuschen gesättigt. Die Folge sei ein rapider Anstieg akustischer Informationen, sodass nur wenige davon deutlich wahrzunehmen und einzuordnen seien. Schafer erforscht den akustischen Umbruch zum industriellen Zeitalter unter anderem anhand schriftlicher Aufzeichnungen. So beschreibt Renée Mauperin den Umbruch 1865 so: „...Der Lärm der Gießereien und das Pfeifen der Dampfmaschinen zerrissen alle Augenblicke die Stille über dem Fluss“.
Der Historiker Oswald Spengler führt eine mögliche Funktion von Lautstärke bzw. Lärm an. Wenn die Macht eines Lautes ausreiche, um ein großes akustisches Profil zu schaffen, könne man ihn imperialistisch nennen. Als Beispiel ließe sich der Vergleich zwischen einem Mann mit einem Presslufthammer und einem Mann mit einer Schaufel heranziehen.
Dort wird jeweils ein akustischer Raum beherrscht und andere akustische Aktivitäten werden unterbrochen. Dieses Beherrschen von akustischen Aktivitäten und die daraus resultierende Aufmerksamkeit, macht sich die Industrie weltweit, ohne Rücksicht auf andere Kulturen, zunutze. Industrie müsse wachsen und mit ihr ihre Geräuschkulisse. Dies sei ein kontinuierlicher Prozess in den letzten zweihundert Jahren.

### Die flach verlaufende Schallwelle (Wanderwelle)
Ein weiteres Merkmal der industriellen Revolution ist die flach verlaufende Schallwelle. Sie entsteht durch Geschwindigkeit und Widerstand. Rhythmische Impulse erhalten durch verschiedene Geschwindigkeiten unterschiedliche Tonhöhen. Ab einer Frequenz von 20 Hertz verschmelzen die Impulse für das menschliche Ohr zu einem kontinuierlichen Ton. Nicht alle Schallwellen verlaufen flach. Jeder Laut besitzt eine Kennkurve, die aus verschiedenen Abschnitten besteht: Einschwingflanke, Körper, Übergangsschwingungen und Abklingvorgang. Bei der Visualisierung (Schallpegelschreiber) eines Schallkörpers, der aus einem gleich bleibenden Ton besteht, sieht man eine langgezogene horizontale Linie – eine Wanderwelle. Maschinen erzeugen Geräusche mit geringem Informationswert und hoher Redundanz. Maschinen können brummen, wie beispielsweise Generatoren, oder sie können durch Kaskadenrhythmen unterbrochen sein, wie bei Näh- oder Dreschmaschinen – in jedem Fall jedoch erzeugen sie kontinuierlich Schall. Dieses Lautphänomen wurde durch die industrielle Revolution geschaffen und durch die Elektrotechnik erweitert. Die Folge sind dauerhafte Grundtöne und Breitbandlärmwellen.
Flach verlaufende Schallwellen können sich nur durch eine Erhöhung oder eine Verringerung der Drehzahl verändern. Dies geschieht dann durch eine stufenlose Veränderung und wirkt wie ein Glissando.
Ein weiteres Phänomen, das Folge der industriellen Revolution und somit der Wanderwelle ist, ist der „Doppler-Effekt“. Dieser Effekt war zwar schon vorher präsent beispielsweise beim Galoppieren eines Pferdes oder dem Surren einer Biene, jedoch ist er erst im Zuge der erhöhten Geschwindigkeiten des 19. Jahrhunderts entdeckt worden.

### Die Schizophonie
Im Zusammenhang mit den Entwicklungen der Aufnahme-, Abspiel- und Übertragungstechnologien sieht Murray Schafer als wesentliches Problem die Trennung des Originalklanges von seinem Verursacher. Er spricht in diesem Zusammenhang von der Schizophonia, wobei die griechische Vorsilbe „Schizo-“ die Trennung oder Separation und die Silbe „-phonia“ die Stimme meint. Das Wort Schizophonia drückt in Anlehnung an den Begriff der Schizophrenie die Nervosität aus, die erzeugt wird, wenn ein Klang von seiner Quelle getrennt wird. Murray Schafer vertritt dabei den Standpunkt, dass jeder Sound einzigartig und untrennbar mit dem Mechanismus, der ihn produziert, verbunden ist. Aufnahme- und Übertragungs-Technik machen es jedoch möglich, den Sound vom Verursacher zu trennen und an anderen Orten und in anderen Zusammenhängen wiederzugeben. Heutzutage könne man jeden winzigen Naturlaut aufnehmen, hoch pegeln und rund um die Welt schicken. Die unabhängige Existenz von Klängen in Zeit und Raum kann laut Murray Schafer Nervosität und Angst verbreiten. Murray Schafers Aufnahmen eines Sees, auf den Regen prasselt, habe einen dokumentarischen Charakter, da er den Bezug zum Klangverursacher bewahren möchte.

## Landschaftsökologie
Die traditionelle Landschaftsökologie befasst sich mit der Landschaftsstruktur und ihren Funktionen, einschließlich der zugrunde liegenden ökologischen und anthropogenen Prozesse. Seit Mitte der 2000er Jahre konzentriert sich die Wissenschaft neben den bisherigen visuellen Aspekten auch auf die „klangliche Umwelt“. Sie untersucht zunehmend die qualitativen Zusammenhänge zwischen Landschaftsstruktur, ihren Funktionen und den täglichen Klangmustern. Dabei wird die räumliche und zeitliche Variabilität in der Wahrnehmung des Klangs und der Identifizierung dominanter Klang-Kategorien (Klänge menschlichen, biologischen oder geophysikalischen Ursprungs) in Bezug auf Landschaftscharakteristika untersucht. Mittlerweile geht die Landschaftsökologie davon aus, dass jede Landschaft ein eigenes spezifisches Klangbild aufweist. Hierzu werden unter anderem auch vergleichende, interkulturelle Studien erstellt.

## R. Murray Schafer und Barry Truax
R. Murray Schafer spricht von einer Verkümmerung der menschlichen Hörgewohnheiten. Diese sei vor allem eine Folge der technischen Entwicklungen im Audiobereich, da die Hi-Fi-Qualität die reale Klangwelt als Lo-Fi erscheinen lasse. Seine Vision ist eine auditiv ausgewogene Gesellschaft, in deren Soundscape alle Töne bis hin zur kompletten Stille Platz finden. Der spezialisierte Hörraum in Kultur und Medien wirke hingegen fast wie ein Vakuum, das durch Performance und Ritual gefüllt werden müsse.
Barry Truax, der von manchen als Nachfolger Schafers gesehen wird, sieht Musik, Sprache, Geräusche, synthetischen Klang und Stille als Kontinua, als kognitiven Verbund mit fließenden Übergängen. Daraus entwickelt Truax Klangsysteme, die in enger Verbindung stehen, als „organisierten Schall“. Dies soll sich nicht nur sinnvoll auf die Kommunikation auswirken, sondern vor allem das elektroakustische Design der derzeitigen und zukünftigen Welt positiv beeinflussen.
Während Schafers Perspektive eher qualitativ historisch ausgerichtet ist, um die heutige Klanglandschaft evolutiv zu verstehen, versucht Truax, ein Analysemodell aufzustellen, in dem sich die akustische Kommunikation anhand unterschiedlicher Situationen konkretisieren lässt. Im Zentrum dieses Analysemodells steht das Geflecht aus Klang und Hören innerhalb aller menschlichen Interaktionen.